# Mark Ujakpor
Mark Ujakpor Sánchez, né le 18 janvier 1987 à Madrid, est un athlète espagnol, spécialiste du 400 m. Il mesure 1,91 m pour 80 kg.

## Biographie
Son père est Nigérian, sa mère est Espagnole.
Sa meilleure performance est de 46 s 25 (à Madrid, le 5 juillet 2008). Il remporte la médaille d'or aux Jeux méditerranéens 2009 lors du relais 4 × 400 m.

### Palmarès
| Date | Compétition                       | Lieu           | Résultat | Épreuve     | Temps        |
| ---- | --------------------------------- | -------------- | -------- | ----------- | ------------ |
| 2009 | Jeux méditerranéens               | Pescara        | 1er      | 4 × 400 m   | 3 min 6 s 19 |
| 2011 | Championnats d'Europe par équipes | Stockholm      | 8e       | 400 m       | 46 s 69      |
| 2011 | Championnats d'Europe par équipes | Stockholm      | 8e       | 4 × 400 m   | 3 min 7 s 37 |
| 2016 | Championnats ibéro-américains     | Rio de Janeiro | 3e       | 400 m haies | 49 s 65      |
| 2018 | Jeux méditerranéens               | Tarragone      | 2e       | 4 x 400 m   | 3 min 4 s 71 |
| 2018 | Championnats d'Europe             | Berlin         | 3e       | 4 x 400 m   | séries       |

### Records
| Épreuve    | Épreuve      | Performance | Lieu     | Date            |
| ---------- | ------------ | ----------- | -------- | --------------- |
| 400 mètres | En plein air | 46 s 25     | Madrid   | 5 juillet 2008  |
| 400 mètres | En salle     | 46 s 49     | Sabadell | 10 février 2012 |